# Systematic Census of Australian Plants
Systematic Census of Australian Plants (abreviado Syst. Census Austral. Pl.) es un libro con ilustraciones y descripciones botánicas que fue escrito por el médico, destacado botánico, y geógrafo alemán Ferdinand von Mueller y publicado en el año 1882.